# Municipio de Vermont (Dakota del Sur)
El municipio de Vermont (en inglés, Vermont Township) es un municipio del condado de Edmunds, Dakota del Sur, Estados Unidos. Tiene una población estimada, a mediados de 2021, de 28 habitantes.

## Geografía
Está ubicado en las coordenadas 45°18′9″N 99°17′15″O / 45.30250, -99.28750 (45.30263, -99.28746). Según la Oficina del Censo de los Estados Unidos, tiene una superficie total de 93.68 km², de la cual 90.18 km² corresponden a tierra firme y 3.50 km² son agua.

## Demografía
Según el censo de 2020, en ese momento había 13 personas residiendo en la zona. La densidad de población era de 0.14 hab./km². El 92.31 % de los habitantes eran blancos y el 7.69 % era asiático. No había hispanos o latinos viviendo en la región.